# Гайки (Дубенський район)
Гайки́ — село в Україні, у Крупецькій сільській громаді Дубенського району Рівненської області. Населення становить 22 осіб. Село розташоване на Бродівсько-Кременецько-Дубнівській рівнині, на волинській частині природної зони Малого Полісся. Хутір-супутник містечка Крупець (до 1939 р. центру волості, гміни), з 2016 року центру громади. Статус окремого села наданий в 1958 році. До міжнародної траси з автобусним сполученням Київ — Брюссель (Е40), яка проходить через Крупець — 1,5 км, до зупинки електропоїзда «58 км.» сполученням Рівне — Львів — 4 км. До великих міст Львів, Рівне, Луцьк, Тернопіль відстані близько 100 км до кожного.

## Походження назви
Неподалік Крупця в мокристій низовині, пронизаній озерцями, потоками, струмками, ще донедавна простягався густий ліс Морозівщина. Його власником був поміщик Мороз. Ліс охороняв гайовий. І щоб краще здійснювати свою службу, переселився на край лісу, де спорудив гаївку й розвів присадибне господарство. Згодом на закуплені вільні місця (ваканці) сюди почали переселятися люди, формуючи невеликий хутірець. Першими були поселенці на шістьох ґрунтах (наділах). Це були сім'ї Юзвяків, Возних, Зваричів, Сінчуків, Довгалюків, Мельників. Люди вирубали частину лісу, де в основному росла вільха, на болотяних острівцях проросли нові деревця, створюючи ніби оазиси, які стали називати Гаї, Гайки — слово Гай означає невеликий, переважно листяний ліс. Згодом ця назва закріпилась за поселенням. Офіційно село називається Гайками, але жителі сусідніх сіл називають його Гаї, або насмішкувато «ті Гаї», «Гаї-ті». В середовищі радивилівських мисливців і рибалок Гайки називають Піцівінцями.

## Перспектива села
Радянська влада прагнула знищити село. За короткий відрізок часу з 1945 по 1990 рік для цього було зроблено таке: заборонили будуватися, від Баранного село відгородили меліоративними ровами, дороги на Радивилів (через Балки) і Крупець заорали. Запланований в проекті меліорації міст на місці броду до Баранного з волі місцевих функціонерів КПСС перенесли в болото і зробили вузьким, придатним тільки для пішоходів (хоча досі на топографічних мапах вказана діюча дорога Баранне-Гайки). З навколишнім світом Гайки з'єднувала вузенька смужка землі між полем і меліоративним ровом, яку важко було назвати дорогою, оскільки її не могла здолати навіть «швидка допомога» — всюдихід УАЗ. Внаслідок такої дискримінації населення зменшилося до 25 осіб. Але після проголошення Україною незалежності село здобуло право на життя. Після неодноразових письмових звернень селян до органів влади різного рівня і особисто до голови Рівненської ОДА Берташа В. М. в 2013 році до початку села була облаштована дорога з щебеневим покриттям. Громада християн-баптистів з м. Рівне облаштувала на території садиби одного з членів громади літній табір відпочинку для дітей. Розробляється генплан забудови села. В Гайках знову народжуються діти. Жителі ремонтують будинки, облаштовують їх водопостачанням і ванними. Після створення в 2016 р. Крупецької об'єднаної громади є надія на оновлення сіл, бо до того розвивався тільки Радивилів. Поряд з Гайками гарний ліс Острівки, багатий на чорниці, малину, ожину та гриби. Поряд річка, за лісом ставок — місце відпочинку жителів навколишніх сіл. Для шанувальників природи, чистого повітря і тишини Гайки є ідеальним місцем.

## Історія
Гаї мале село і тому не залишило про себе в історії письмових свідчень. Перша згадка про нього датується 1565 роком, який і вважається датою заснування. Але цілком очевидно, що люди тут жили ще в кам'яну добу. Про це свідчать залишки «майстерень» по обробці кременю на близьких піщаних пагорбах (зараз засаджених лісом або вивезених на будівельні потреби) і крем'яні інструменти, які досі зрідка трапляються на городах. Про давню діяльність людей свідчили залишки дубової гідротехнічної споруди, виявлені на двохметровій глибині під час меліоративних робіт в 1970-х роках біля озера Кринички (тією меліорацією і знищеного) і знайдений залізний наконечник до стародавньої дерев'яної лопати. Самі тутешні жителі були тісно пов'язані з Крупцем, де жили пани, яким вони підкорялися. Пани жили в замку м. Крупець. Замок був розташований за 400 метрів на південний схід від крайньої хати Гаїв і оточений глибоким ровом, заповненим водою. Від цього рову відгалужувався широкий канал, який закінчувався біля першої хати Гаїв, тут була споруджена гребля і стояв млин. В канал з південного боку впадала річка Біла Криниця, завдяки цьому були заповнені замкові рови (після меліорації залишилась неушкодженою тільки прилегла до Крупця частина каналу). Щоб вода не заливала лугів, на південь від греблі до поля була зроблена так звана «гребелька» — ця назва збереглася, «гребельку» ще можна виявити і зараз. Гребелька також використовувалась як дорога від вулиці Травневої (стара назва Піцівінці) до млина. Луг за «гребелькою» зветься «двориська» — очевидно, там були двори-загороди для утримання панської худоби. На греблі був водяний млин, розібраний після 2-ї світової війни, основа його була знищена під час меліорації. Річка, яка текла із Михайлівки, з'єднувалась із основною течією за млином. В ній вода була влітку тепла і пани обладнали там місце для купання, вистелевши дно дошками. Вони полюбляли плавати в човнах від замку до млина, співати пісні, а потім купатися. Після відміни кріпосного права в Російській імперії селянам стали виділяти вільні землі і кількість населення в Гайках збільшилася. Дослідник історії Волині О. Цинкаловський пише: «Гаї Крупецькі, хутір, Дубенський повіт, Крупецька волость, 64 км від Дубна. В 1887 р. було там 35 домів і 212 жителів». В часи «дореволюційних» столипінських реформ одна сім'я (можливо, і більше) виїхала на Далекий Схід Російської імперії. В ті часи всі молоді здорові хлопці проходили слухбу в царській армії, багатьом довелося брати участь у військових протистояннях 1914—1921 років. Цивільне населення села під час бойових дій було вивезене в Катеринослав (Дніпропетровськ). Околиці села були оточені окопами, які подекуди збереглися, зарослі травою і деревами. Австрійці облаштували біля Гаїв окопи в повний зріст для стрільби зі сходинки, обнесені дротяними загородженнями і забезпечені сховищами від 152-мм бомб. Воронки від снарядів на лугах були до 70-х років, їх заорали під час меліорації, але ще й досі трапляються снаряди, які не розірвалися.
7 (20) листопада 1917 року, відповідно до Третього Універсалу Української Центральної Ради, увійшло до складу Української Народної Республіки.
Колючим дротом з австрійських окопів селяни потім городили городи протягом десятиліть. Кілька років влада мінялася: була і царська, і австрійська, і УНР, і кайзерівська, робили спробу встановити свою владу більшовики, але поляки, які здобули незалежність, їх розгромили і на 20 років Гаї опинилися в польській державі. При Польщі селяни жили, як і раніше, з натурального господарства. Утримували корів, свиней, курей, гусей і качок. Землю обробляли кіньми. Достаток сім'ї визначався працьовитістю її членів і здоровим глуздом голови сім'ї. Купували в крупецьких торгашів саме необхідне — сіль, сірники, гас, мило. Одяг був домотканий, вироблений з конопель. Земля продавалася і купувалася, тому хазяйновиті люди старалися придбати її побільше — цим визначалася заможність родини. Сім'ї були багатодітні і всі журилися, як поділити землю між дітьми і як вони будуть жити з малих наділів. Діти до школи і дорослі до церкви ходили в м. Крупець. Були серед жителів такі, що вміли столярувати, шити одяг або взуття (чоботи), пасічникувати, рибалити. Для розпилювання колод на дошки була облаштована «трачка» — двоє чоловіків, один в глибокій ямі, інший зверху довгою дворучною пилою розпилювали колоди навздовж. Крім в основному православних на той час були в Гайках кілька родин баптистів. На 30-ті роки припадає найбільша чисельність населення в Гайках — не менше 300 люду. В 1939 році влада знову помінялася — Радянський Союз і Німеччина розділили Польщу і Гаї відійшли до СРСР. Цьому найбільше раділи бідняки, тому що «совєти» притісняли заможних селян. Разом з тим були і позитивні зміни — українська мова набула повноправності. Заїжджі лектори пояснювали селянам основи конституції, основою якої було те, що «ліси, води, заводи — це народне добро». Але цей період скоро завершився, в 1941 році вночі 22 червня Німеччина напала на СРСР. Очевидці розповідали, що радянські вояки втікали від кордону в трусах. На полі біля Гайків довго стояв згорілий радянський танк. Але «Новий порядок», який запровадили німці, не подобався селянам. Німці вимагали здачі продовольства, наказували здати жорна і робили спроби вивозу молоді на роботи в Німеччину, примушували людей працювати на автотрасі разом з військовополоненими, зґвалтували в Гаях двох дівчат. Такі їх дії викликали спротив. Молоді хлопці почали вступати в сотню УПА Докса, яка створювалася в лісі за сусіднім селом Баранне. В Гаях був організований її підрозділ — боївка. В багатьох хатах були обладнані підземні схованки (криївки), де могли перебувати до 20-постанців. Упівці здійснювали акції проти окупантів, тому вони в основному на Гайки не потикалися. Але після того, як упівці в Крупці із засідки за церковним муром розбили німецьку автоколону (при цьому, за переказами, був вбитий німецький генерал) німці жорстоко помстилися. 7 вересня 1943 року тентованою вантажівкою в село прибув каральний загін. Кілька присутніх хлопців з боївки відійшли в Баранне. Тоді фашисти почали палити хати, виводити і розстрілювати на свій розсуд людей. Люди почали розбігатися і ховатися. Тим часом упівці зорганізувалися і з-за річки почали поливати німців вогнем з кулемета. Німці ретирувались. Але було спалено три хати (одну вдалося погасити) і вбито семеро жителів. На місці розстрілу зараз стоїть кам'яний хрест. В березні 1944 року в Гаї із сторони х. Пісок вступила Червона Армія. Німці втікали панічно, на переправі через річку їх кінний обоз застряг, далі вони втікали пішки, кількох вбили на Гаях і вони ще довгенько голими лежали непоховані (знаходились такі, що здирали одяг і чоботи з вбитих — а хто, чи рускі солдати, чи селяни, на даний час невідомо). Та був і позитив в німецькій окупації — старожили казали, що саме німці навчили населення влаштовувати дворові вбиральні, а до того селяни справляли нужду біля купи гною з хліва. Росіяни після приходу за стодолою Сінчука Якуба на деякий час облаштували позицію для «катюші», з якої обстрілювали позиції німців і дивізії СС «Галичина» в районі Бродів, у відповідь німці огризалися з «ванюші» — шестиствольного міномета. Росіяни не проявили себе з хорошої сторони — були хамовиті і завжди голодні, відбирали в селян коней. Жителі тоді були евакуйовані в Теслугів, але навідувалися на свої господарства.
```
 Розмова російського солдата і жительки Гаїв Медвідь Кулини, 1897 р.н.: -Бабка, ти какая - русская ілі бандеровка? - Та руска я, руска...(злякано). - Бабка, а кагда ето ти русской стала? - А хіба я знаю, хіба я знаю...(злякано). - Ладно, бабка, а у тя хлєб єсть? - Та нема хліба, тільки пироги... - Бабка, а что лучшє, хлєб ілі пірог? - Та пироги луччі... - Ну ладно, бабка, давай тагда пірог!
```

З приходом Червоної армії почалась примусова мобілізація здорових чоловіків. Після короткої голодної муштри в Новочеркаську Ростовської області їх відправили на фронт в Прибалтику під командування маршала Рокоссовського. Не всі звідти повернулись живими. А баптистів, які з релігійних мотивів відмовились взяти зброю, відправили на 10 років в концтабір Сухобезводна Горьковської області. Це Сінчук Якуб, Сінчук Онуфрій, Табачук Федір. Після закінчення війни багато членів УПА, розуміючи безперспективність війни з сталінським режимом, вийшли з «повинною». Але, хоч вони і не воювали проти СРСР, їм після допитів, а часом і катувань дали по 10 років концтаборів. Для решти населення почалось мирне життя і будівництво комунізму. На господарстві Юзвяка Григорія Було створене відділення колгоспу, де утримували ВРХ, організована польова ланка, яка в основному займалась вирощуванням цукрових буряків і іншими господарськими роботами. Землю в селян відібрали і наділили по 50 соток городу на сім'ю колгоспників на найгірших піщаних ділянках, дозволили тримати тільки корову з телям, свиню і кури. Після смерті Сталіна в 1953 р. почали повертатися з заслання вояки УПА. 1957 рік відзначився чималими трудностями, пов'язаними з наступом войовничого атеїзму. Почалося всебічне притиснення церкви ЄХБ. Влада грубо втручалася у внутрішні справи церкви, засилала шпигунів на зібрання. Внаслідок цього Крупецька громада ЄХБ богослужіння проводила в Гаях, у будинках віруючих людей: спочатку у Табачука Федора Івановича до 1966 року, а згодом у Ковальчука Петра Даниловича. У 1958 році пастора Гулійчука Василя Івановича, під тиском владних структур було усунено від служіння і пастором став житель Гаїв Олійник Іван Корнійович, який ніс служіння до 1969 року. На зібрання вдиралися голова сільради з «дільничим». або інші представники влади і вимагали розійтися, бо зібрання незаконне, і зареєструватися по радянських законах, чого не всі хотіли. В 1969 році пастором Крупецької церкви було поставлено жителя Гаїв Богуту Михайла Сергійовича, який ніс служіння в Крупці після реєстрації церкви до 1999 року. Ті прихожани, які не захотіли реєструватися, стали відвідувати зібрання в Баранному. В цей період гонінь багато молодих братів і сестер переїхали на постійне місце проживання до міст, де сьогодні активно несуть служіння в різних куточках України, а також за її межами. В 1958 р. Гаї отримали статус села і назву Гайки. На початку 60-х років в Гайки провели проводове радіо, в 1967 р. село електрифікували. Кінець 60-х і початок 70-х років ознаменувався тим, що рішеннями КПРС села були поділені на перспективні і неперспективні. Влада хотіла стерти в народу пам'ять про визвольну боротьбу ОУН-УПА, а тому вважала за потрібне знищити малі села і хутори, які були осередками визвольного руху, оголосивши їх неперспективними. На цей час виросло нове покоління, яке потребувало покращення житлових умов, але будуватися в Гайках заборонили. Возний Володимир знехтував забороною і почав будуватися — вимурував стіни нової хати з цегли. Та поки він орав трактором колгоспне поле під Михайлівкою, влада привезла «шпаківців» (учнів ПТУ, де директором був Шпаков) які розібрали будівлю, натомість колгосп побудував йому хату на території колишнього замку на вулиці Огрод в Крупці. Сім'ї Юзвяків, які почали «піднімати» і ремонтувати хату, її розібрали і перенесли в с. Баранне. Сім'я Зайця Семена зробила інакше — обмурували дерев'яну хату цеглою. Та влада її конфіскувала і вони аж до проголошення незалежності України жили у власній хаті як квартиранти. Вдові фронтовика Возній Василині колгосп збудував хату на вул. Травневій, одинокій жінці Медвідь Ганні перенесли дерев'яну хату на вул. Шевченка в Крупець. Після цього жителі Гайків підкорилися владі і почали бувати в інших населених пунктах. 21 вихідців з Гайків побудувалися в Крупці, 3 в Радивилові, баптисти виїжджали в Дубно, Рівне, Львів. Старше покоління залишилось жити на Гайках, а молодь перейшла в новобудови. Село обезлюднювалось. Внаслідок цього вихідці з Гайків або їх нащадки живуть в Крупці, Радивилові, Дубні, Рівному, Львові, Одесі, Харкові, Дніпрі і інших містах, а також в Росії, Португалії, Німеччині, Канаді, США.
В 70-х роках на вологих лугах між Гайками і Баранним була проведена меліорація. Колись звивисте русло р. Баранської було спрямлене і перетворене на глибокий канал, прилеглі луги і болота переорані і засівалися протягом двох років сільськогосподарськими культурами. Екосистемі були нанесені непоправні втрати, зникли багато видів рослин, зокрема аїр, чемериця, журавлина і зозулинець. В річці зникли миньок і карась золотистий. Втім, екологією в СРСР ніхто не переймався. В пізніші десятиліття, коли в людей пропала вода в колодязях, ентузіасти опустили заслінки на гідроспорудах, у такому положенні вони вже і заіржавіли.
Сусідні з Гайками Острівки, які являли собою зарості вільхи на незаболочених місцях, після осушення стали перетворюватись на ліс, тим більше що в 60-х роках на піщаних пагорбах колгоспом, якому вони належали, була посаджена сосна. В 70-х роках Острівки були передані в державне лісництво.
Такими Гайки ввійшли в XXI століття.
12 червня 2020 року, відповідно до розпорядження Кабінету Міністрів України № 722-р від «Про визначення адміністративних центрів та затвердження територій територіальних громад Рівненської області», увійшло до складу Крупецької сільської громади Радивилівського району..
19 липня 2020 року, в результаті адміністративно-територіальної реформи та ліквідації Радивилівського району, село увійшло до складу Дубенського району.

## Населення

### Мова
Розподіл населення за рідною мовою за даними перепису 2001 року:
| Мова       | Відсоток |
| ---------- | -------- |
| українська | 95,45%   |
| російська  | 4,55%    |

## Відомі люди
- Петро Юзвяк — поет.